# Peel (Australia)
Peel è una delle nove regioni dell'Australia Occidentale, situata sulla costa occidentale circa 75 chilometri a sud della capitale Perth. La regione è suddivisa nelle seguenti Local Government Areas:
- Città di Mandurah;
- Contea di Boddington;
- Contea di Murray;
- Contea di Serpentine-Jarrahdale;
- Contea di Waroona.

Peel si estende su di una superficie di 6.648 chilometri quadrati ed ha una popolazione di circa 80.000 abitanti, due terzi dei quali vivono a Mandurah. L'economia è dominata dall'industria estrattiva e da quella che si occupa della trasformazione dei minerali; altre fonti di reddito vengono dall'agricoltura e dall'allevamento di cavalli.

## Storia
Prima dell'arrivo degli europei qui vivevano gruppi di aborigeni di etnia Noongar. Dopo che nel 1929 venne fondata la colonia del fiume Swan, alcuni pionieri si insediarono nella zona costiera dell'odierna Peel a seguito di un programma noto come Peel Settlement Scheme, organizzato da Thomas Peel. A causa però della gestione deficitaria di esso, nei primi mesi molti coloni morirono di fame mentre i superstiti abbandonarono l'area per spingersi più all'interno, dove trovarono suoli fertili per l'agricoltura.
Nel 1846 venne aperta la prima miniera dell'Australia Occidentale a Yarrabah, nei pressi dell'odierna Mundijong, dove nel tempo si sono estratti piombo, argento e zinco. Nel 1872 venne aperta a Jarrahdale una segheria che permise lo sviluppo di una fiorente industria legata al legname. Alla fine del XX secolo questa industria ha conosciuto un notevole declino, ma nel contempo si è sviluppata l'industria legata alla raffinazione dell'allumina ed alle vicine miniere d'oro.